# Bajaj Auto

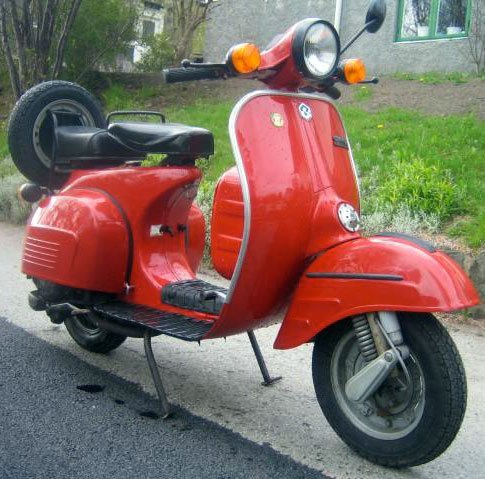
En scooter av det indiska märket Bajaj på licens från Vespa

Bajaj Auto är en indisk motorcykeltillverkare. År 2008 började man att utveckla en lågprisbil tillsammans med Renault-Nissan. Samriskföretaget ägdes till 25 procent av franska Renault och till 25 procent av japanska Nissan. Avsikten var att  utveckla och lansera en konkurrent till lågprisbilen Tata Nano. År 2012 avslutades samarbetet.
Samma år lanserade Bajaj Auto sitt första fyrhjuliga fordon, mopedbilen "Bajaj Qute", men på grund av indisk lagstiftning  började försäljningen i Indien först år 2019 främst som ersättning för Tuk-tuk. Bajaj Quite har sedan år 2016 exporterats till ett 20-tal länder.

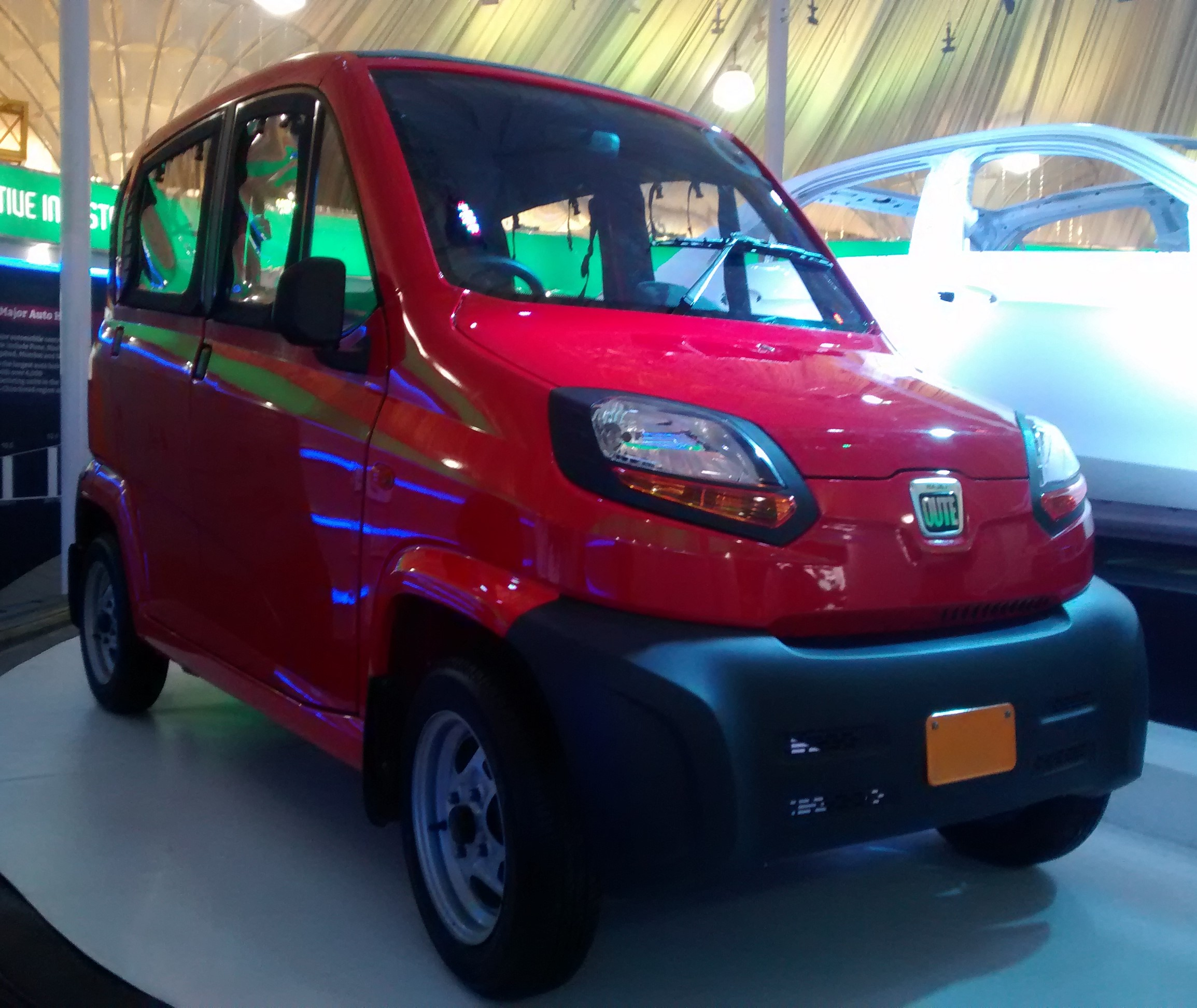
Bajaj Qute